# طريق اللبان

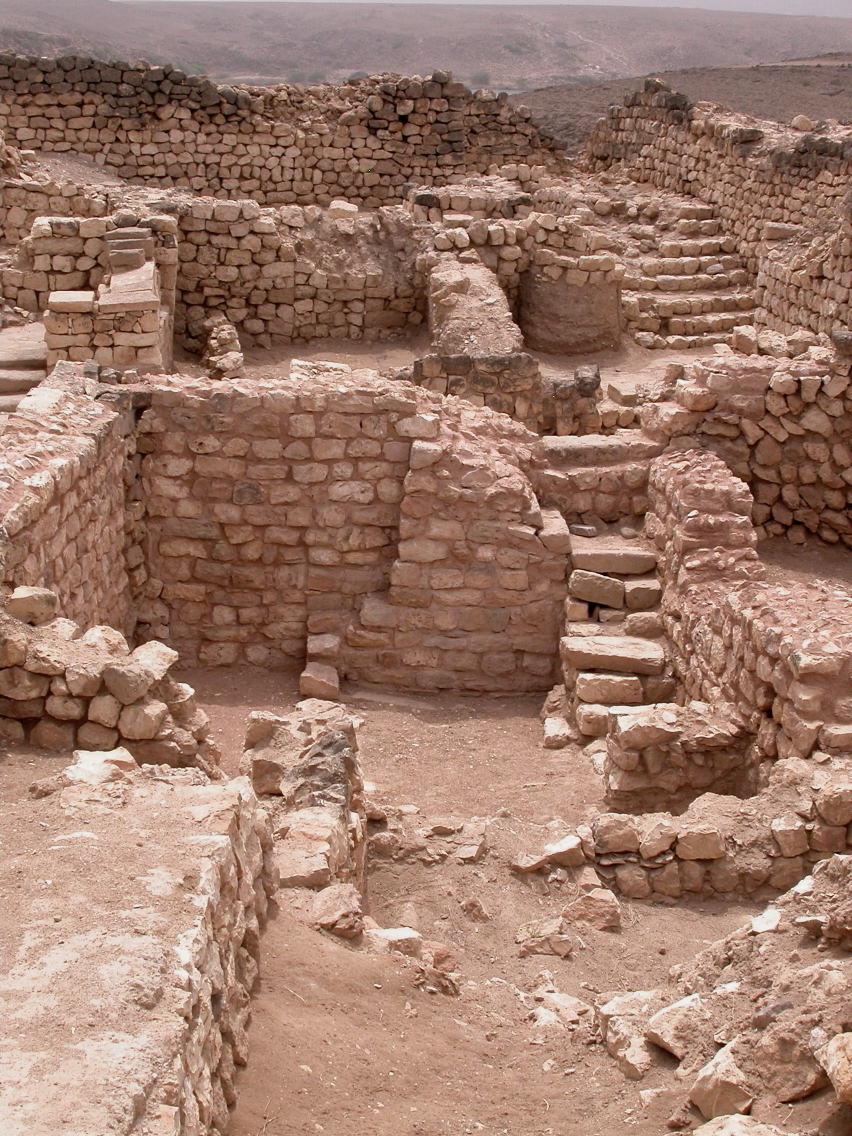
أطلال مدينة سمهرم القديمة المعروفة أيضًا باسم خور روري.

ساهمت أشجار اللبان في وادي دوكة وآثار الواحات في الشصر وموانئ خور روري والبليد في ازدهار تجارة اللبان في المنطقة لعدة قرون، والتي كانت تعتبر واحدة من أنشط أنواع التجارة في العصور القديمة والعصور الوسطى.
تعتبر الشصر وخور روري من المواقع الهامة في طريق اللبان ويمكن مشاهدتها في محافظة ظفار وهي مفتوحة للجميع. كما أن موقع البليد هو أحد المواقع الأثرية الهامة وتجري به عمليات الترميم والتطوير حالياً ويمكن مشاهدته فقط من الطريق العام.

## مواقع طريق اللبان التي سجلت في سجل التراث العالمي سنة 2000

### مدينة البليد
الموقع: محافظة ظفار ولاية صلالة على الشريط الساحلي بين الدهاليز والحافة. تم الكشف عن الجامع الكبير وهو عبارة عن بناء يحتوي على 144 عموداً تشكل 12 صفاً من الأعمدة بالإضافة إلى ملحقات المسجد والقلعة التي كانت سابقاً قصراً لحاكم المدينة وعددا من الأبراج الدائرية.
البليد (جزء من طريق اللبان)
أهم ميناء على بحر العرب قديما
يعود تاريخ مدينة البليد إلى أكثر من 2000 عام قبل الميلاد، كما أن بعض الأبحاث الأثرية تؤكد أن ازدهار المدينة يرجع إلى العصر الحديدي.
كما نشطت المدينة في العصور الإسلامية كما وصفها كل من الرحالة ماركو بولو وابن بطوطة، على أنها أكثر المدن ازدهارا و واحدة من أكبر الموانئ الرئيسية على المحيط الهندي، مما جعلها مركزا تجاريا مزدهرا لتصدير اللبان إلى الصين وروما. وقد تم اكتشاف موقع المدينة للمرة الأولى من قبل بترام توماس عام 1930 بينما بدأت التنقيبات فيها للمرة الأولى عام 1952، وفي عام 1977 قامت وزارة التراث والثقافة بتنفيذ برنامج مسح لموقع البليد، ثم قام مكتب مستشار السلطان قابوس للشؤون الثقافية بتنفيذ برنامج شامل للترميم وتطوير الموقع، والذي هو عبارة عن مجموعة من المعالم الأثرية التي تغطي مساحة مستطيلة تصل إلى 64 هكتارا، يحيط بها جدار عال من ناحية الشرق والشمال وخندق صغير من ناحية الغرب. ويحتوي الجدار على أربع بوابات، وقد كانت المدينة مقسمة قديماً إلى ثلاثة أقسام رئيسية (تجاري وسكني وخدمي) بالإضافة إلى مسجد وحصن في الجهة الغربية. وقد تم تسجيل موقع مدينة البليد في منظمة اليونسكو كأحد مواقع التراث العالمي في عام 2000.
المسجد الصغير: يعد هذا المسجد الذي كشف عنه جزئياً عام (1999) م واحد من مجموعة مساجد صغيرة تبلغ الخمسين مسجداً، كانت تزخر بها مدينة البليد وتبدو أهم ملامح هذه المساجد في مواقعها المرتفع، وأماكن الوضوء، والمآذن المربعة الشكل، والأعمدة الحجرية المتوازية لدعم السقف المسطح عن طريق الأقواس، والمحراب التقليدي في اتجاه القبلة.
مسجد صغير آخر: تم الكشف عن هذا المسجد عام (2001) م، ويتخذ شكله المعماري من تصميم شبه مربع لا تتعدى أطوال جانبه عشرة أمتار، ولا يحتوي على مئذنة شأنه شأن بقية المساجد الصغيرة، وفي الوسط تشاهد الأعمدة الدائرية المحطمة، التي كانت تدعم السقف، ومداخله سدت في فترات متأخرة.
مبان غريبة: كشفت الحفريات التي تمت في عام (1979) م عن مبان غريبة تنتمي إلى فترتين تاريخيتين مختلفتين، تميزت مباني الفترة الأولى بالصلابة والتناسق والشكل المستطيل، والتي يرجح أنها مساجد، استخدم في بنائها أحجار مربعة وضعت فوق طبقة كلسية. أما البناء العلوي للمرحلة الثانية فلا ينم عن تقنية تشابه المرحلة الأولى، حيث يوجد برجان دائريان ملتفان في هذا البناء، والذي يعتقد بأنه جزء من سور المدينة في أوائل نشأتها أي ما قبل التوسع في الجهة الشرقية.
مسجد المقبرة: يتميز هذا المسجد بارتفاعه عن قلب المدينة، وتوجد بداخله ستة أعمدة أسطوانية كدعامة للسقف المسطح، وفي الجهة الشرقية منه مكان للوضوء، وفيه بئران تكسوهما حجارة مستطيلة الشكل، وأحواض منحوتة من الحجر، ويحيط به مقبرة بمساحة 1,5 هكتاراً تضم مايزيد عن ألف قبر، ويمكن ملاحظة الأشكال المختلفة لشواهد هذه القبو.
مسجد على أنقاض منزل من العصر الحديدي: في عام (2001) م عثر على هذا المسجد النموذجي المتقاطع، التي يحتوي على عدت تجاويف لأعمدة، وأرضية مبلطة بالحجارة، وكشفت الحفريات التي تمت أسفل الأرضية عن وجود مسجد أكثر قدماً، كما عثر تحت المسجد على جدران لمنزل قديم يرجع تاريخه إلى العصر الحديدي المتأخر.
الجامع الكبير: يعود تاريخ هذا الجامع إلى القرن الرابع الهجري / العاشر ميلادي، ويشير حجمه البالغ 1732 متراً مربعاً إلى الثراء
حصن البليد: يمثل هذا الركام الهائل بقايا حصن البليد، حيث يرتفع (13) متراً، مع ثلاثة أبراج دائرية على الزوايا، إضافة إلى عدة أبراج أخرى نصف دائرية، وتمثل المنطقة المنخفضة في منتصف الحصن بقايا الفناء الكبير، وهو فناء ذو سطح مفتوح محاط بغرف من كل الجوانب، ويعتقد أن حصن البليد يتألف من أكثر من أربعة طوابق، وكان يستخدم مسكناً للسلطان ومركزاً للحكم أيضاً، وقد أظهرت الحفريات في عام (2002 و 2003) م عدة غرف متتالية، إضافة إلى بوابة صغيرة.
وقد لاحظ الرحالة الذين زاروا حصن البليد مثل ابن بطوطة عام (1329)م أن الحصن كان بناءً ضخماً بارزاً يراه القادم للمدينة من مسافة كبيرة.وقد بنيت معظم الغرف (التي تم الكشف عنها في الحصن) بالأسلوب الظفاري التقليدي، وقد استخدم في بنائها الخشب والحجارة معاً، وفي المرحلة الأخيرة للحصن لعبت الغرف المقسمة عامل دعم للحصن، وزادت من ضخامة حجم البناء، ولا تزال الحفريات مستمرة على طول الواجهة الشمالية للحصن
سور المدينة: وإلى الشمال الغربي من الحصن هناك بقايا سور المدينة القديمة، وتشير هذه الضخامة المعمارية إلى أن السور كان يستخدم وقاية من الأمطار الموسمية التي تغمر جبال ظفار.ويمثل سور المدينة (بأبراجه البارزة والمتعددة) أحد الظواهر المعمارية للمدينة، وقد أعيد بناؤه ثلاثة مرات للأغراض الدفاعية، ويمكن مشاهدة هذا السور في معظم إنحاء المدينة القديمة.
برج سور مدينة البليد: كشفت أعمال التنقيب عام (1999) م عن وجود برج غير مالوف بالقرب من المرفأ الشمالي القديم، مشيد على زواية قائمة في يمين الجدار، على العكس من أبراج السور الأخرى التي تتخذ الشكل النصف الدائري، كما تدل الممرات الداخلية في البرج على إنه كان يخدم التحصين الدفاعي للمدينة.

### خور روري

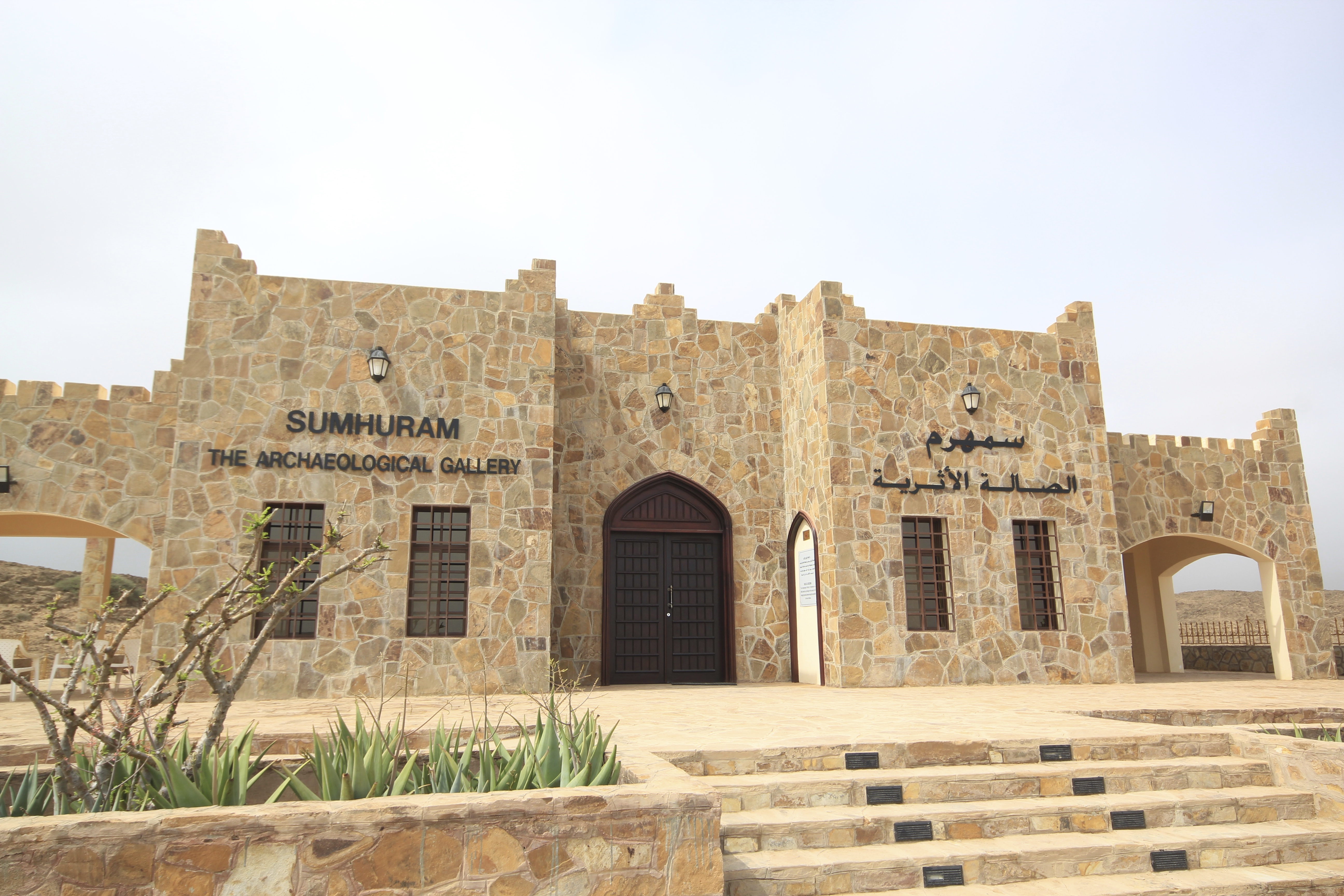
الصالة الأثرية في سمهرم.

تقع مدينة سمهرم في الجهة الشرقية لمدينة طاقة والتي تبعد حوالي 30 كم عن مدينة صلالة وتعرف محلياً بخور روري، وكان ميناء سمهرم من أهم الموانئ المشهورة في جنوب شرق الجزيرة العربية في تجارة اللبان منذ أقدم العصور التاريخية
أنظر المقال الأصلي: خور روري

### شصر\وبار
الموقع: محافظة ظفار نيابة شصر الطرف الجنوبي من صحراء الربع الخالي ويبعد عن مدينة صلالة 170 كلم ناحية الشمال. وقد أشارت الدلائل إلى أن الموقع كان مأهولاً بالسكان منذ العصر الحجري.
أنظر المقال الأصلي: الشصر

### وادي دوكة
الموقع: محافظة ظفار منطقة نجد على المنحدرات الشمالية للمحافظة ويبعد حوالي 25 كلم إلى الشمال من مدينة صلالة. ويعتبر وادي دوكة نموذجاً للمناطق الت تنمو فيها شجرة اللبان.

## مواضيع متعلقة
- مواقع التراث العالمي في سلطنة عمان
- مواقع التراث العالمي
- قائمة مواقع التراث العالمي في آسيا